# Маринчки
Маринчки (словен. Marinčki) — поселення в общині Велике Лаще, Осреднєсловенський регіон, Словенія. 
Висота над рівнем моря: 500,3 м.